# Гопчица
Го́пчица (укр. Гопчиця) — село на Украине, находится в Погребищенском районе Винницкой области.
Код КОАТУУ — 0523481601. Население по переписи 2001 года составляет 1484 человека. Почтовый индекс — 22216. Телефонный код — 4346.
Занимает площадь 0,293 км².

## Адрес местного совета
22216, Винницкая область, Погребищенский р-н, с. Гопчица, ул. Веселовка, 1